# 5 centesimi di lira italiana
La moneta da 5 centesimi di lira corrispondeva alla ventesima parte di una lira, cioè lo stesso valore che in precedenza aveva il soldo; di conseguenza fu a lungo chiamata colloquialmente con quest'ultimo nome.

## Storia
Le prime emissioni delle monete da 5 centesimi di lira fanno seguito al processo di decimalizzazione della valuta che ha luogo nel periodo napoleonico.
Dopo la fine del periodo napoleonico e con l'avvio della restaurazione, in Piemonte ci fu il ritorno per un breve periodo alla monetazione non decimale, ma già nel 1816, sotto Vittorio Emanuele I, fu reintrodotta la monetazione decimale. La nuova monetazione riprese esattamente le misure, le caratteristiche ponderali e il contenuto di fino del franco germinale.
La moneta da 5 centesimi fu coniata per la prima volta nel 1826, sotto Carlo Felice, che nel 1821 era succeduto al fratello che aveva abdicato a suo favore.
Nonostante la data riportata (1826), queste monete furono coniate dal 1827 fino al 1830 e ne vennero coniati 42.691.222 esemplari.
Questa era una moneta fiduciaria, il cui valore non era cioè legato al metallo contenuto nella moneta stessa, di rame.
La coniazione di questo pezzo proseguì con gli altri sovrani di casa Savoia.
Con la creazione del Regno d'Italia nel 1861 nacque la lira italiana, che ereditò la monetazione del regno di Sardegna. Con la nascita dell'Unione monetaria latina la lira poté circolare liberamente come moneta corrente nei paesi aderenti all'Unione, inizialmente l'Impero francese, il regno del Belgio e la Confederazione elvetica.
Le ultime monete con questo valore furono coniate nel regno d'Italia nel 1943.
Dopo la seconda guerra mondiale e la profonda svalutazione che ebbe la lira italiana, tutti i tagli in centesimi di lira non furono più coniati.

### Periodo napoleonico
Durante il periodo napoleonico l'Italia era divisa tra Impero francese, Regno d'Italia e Regno di Napoli.
Nell'Italia inquadrata all'interno dell'Impero francese erano coniate e circolavano monete in franchi uguali a quelle coniate nel resto dell'Impero.
Nel Regno d'Italia la valuta era la lira. Le monete da 5 centesimi recavano come indicazione del valore la legenda SOLDO. Coniate dal 1807 al 1813, erano in rame, con un peso di 10,95 grammi ed un diametro di 27,5 millimetri. Al dritto era raffigurata la testa nuda di Napoleone volto a sinistra e la legenda NAPOLEONE IMPERATORE E RE ed in basso il millesimo. Al rovescio, la legenda REGNO D'ITALIA circondava la corona ferrea. Sotto, il valore SOLDO ed il segno di zecca: M per Milano, V per Venezia e B per Bologna.
Nel Regno di Napoli fu battuta, solo nel 1813, una moneta di rame dal diametro di 30,5 mm e dal peso di 8,39 g. Recava al dritto la legenda GIOACCHINO NAPOLEONE e la testa di Murat volto a sinistra. Al rovescio, nel campo, su tre righe 5 CENTESIMI ed il millesimo. Intorno, REGNO DELLE DUE SICILIE.
In Italia era anche presente in questo periodo il piccolo Principato di Lucca e Piombino i cui sovrani erano la sorella di Napoleone Elisa Bonaparte ed il marito, Felice Baciocchi. Anche in questo piccolo stato furono coniate monete secondo i parametri in uso nel resto d'Italia. La moneta da 5 centesimi fu coniata a Firenze nel 1806 in rame con un peso di 10 g ed un diametro di 27,5 mm. Al dritto c'erano i busti accollati dei principi ed intorno la scritta FELICE ED ELISA PP. DI LUCCA E PIOMBINO. Al rovescio, nel campo, su tre righe 5 CENTESIMI ed il millesimo, ed intorno PRINCIPATO DI LUCCA E PIOMBINO.

### Ducato di Parma
Dopo il congresso di Vienna, all'ex-imperatrice di Francia, Maria Luigia, fu assegnato il Ducato di Parma, Piacenza e Guastalla.
Maria Luigia era la figlia dell'imperatore Francesco I d'Austria ed aveva diritto al titolo di arciduchessa d'Austria.
Nel ducato la monetazione era in lire, secondo le caratteristiche del franco germinale. La moneta da 5 centesimi fu coniata presso la zecca di Milano. Recava al dritto lo stemma quadrato coronato, con intorno MARIA LUIGIA ARCID. D'AUSTRIA e la data in basso. AL rovescio, su due righe, il testo 5 CENTESIMI ed in tondo DUCHESSA DI PARMA PIACENZA E GUASTALLA. La moneta pesava 10 g ed aveva un diametro di 27 mm. Il millesimo riportato era il 1830.
Sempre a Parma, Carlo III di Borbone coniò nel 1854 una moneta con le stesse misure. Al dritto c'era la testa nuda volta a sinistra ed intorno CARLO III INFANTE DI SPAGNA; in basso la data. Al rovescio lo stemma coronato, con tre gigli ed intorno al collare del Toson d'Oro DUCA DI PARMA PIACENZA ECC.; in basso l'indicazione del valore C. 5.

## Regno d'Italia

### Vittorio Emanuele II
La prima serie di monete da 5 centesimi del Regno d'Italia fu coniata nel 1861 a Milano (M), Napoli (N) e Bologna (B), nel 1862 solo a Napoli e nel 1867 a Milano e Napoli.
Queste monete venivano chiamate "palanca" o "soldo" e sono in rame 960, hanno un peso di 5 grammi, un diametro di 25 mm e il bordo liscio; esse mostrano:
sul drittoil profilo, rivolto verso sinistra, del re e la legenda VITTORIO EMANUELE II RE D'ITALIA, sotto il collo del re il nome dell'autore [Giuseppe] FERRARIS;
sul rovescionel campo il valore 5 CENTESIMI e l'anno; sul bordo un ramo di alloro legato con un fiocco ad un ramo di quercia, in alto la stella italiana ed in basso, sotto il fiocco, la lettera corrispondente alla zecca di provenienza.

### Umberto I
Negli anni 1895 e 1896 fu coniata dalla zecca di Roma una versione della moneta in rame 950, che differiva dalla precedente solo nel diritto, che mostra il profilo rivolto a sinistra del re Umberto I e la scritta sul bordo UMBERTO I RE D'ITALIA; sotto il collo del re il nome dell'autore SPERANZA.
Le monete datate 1896 furono coniate nel 1897. Ne vennero coniati anche 2000 pezzi datati 1900 che però furono rifusi perché il Re morì prima che questa moneta entrasse in circolazione.

### Vittorio Emanuele III

#### Prora

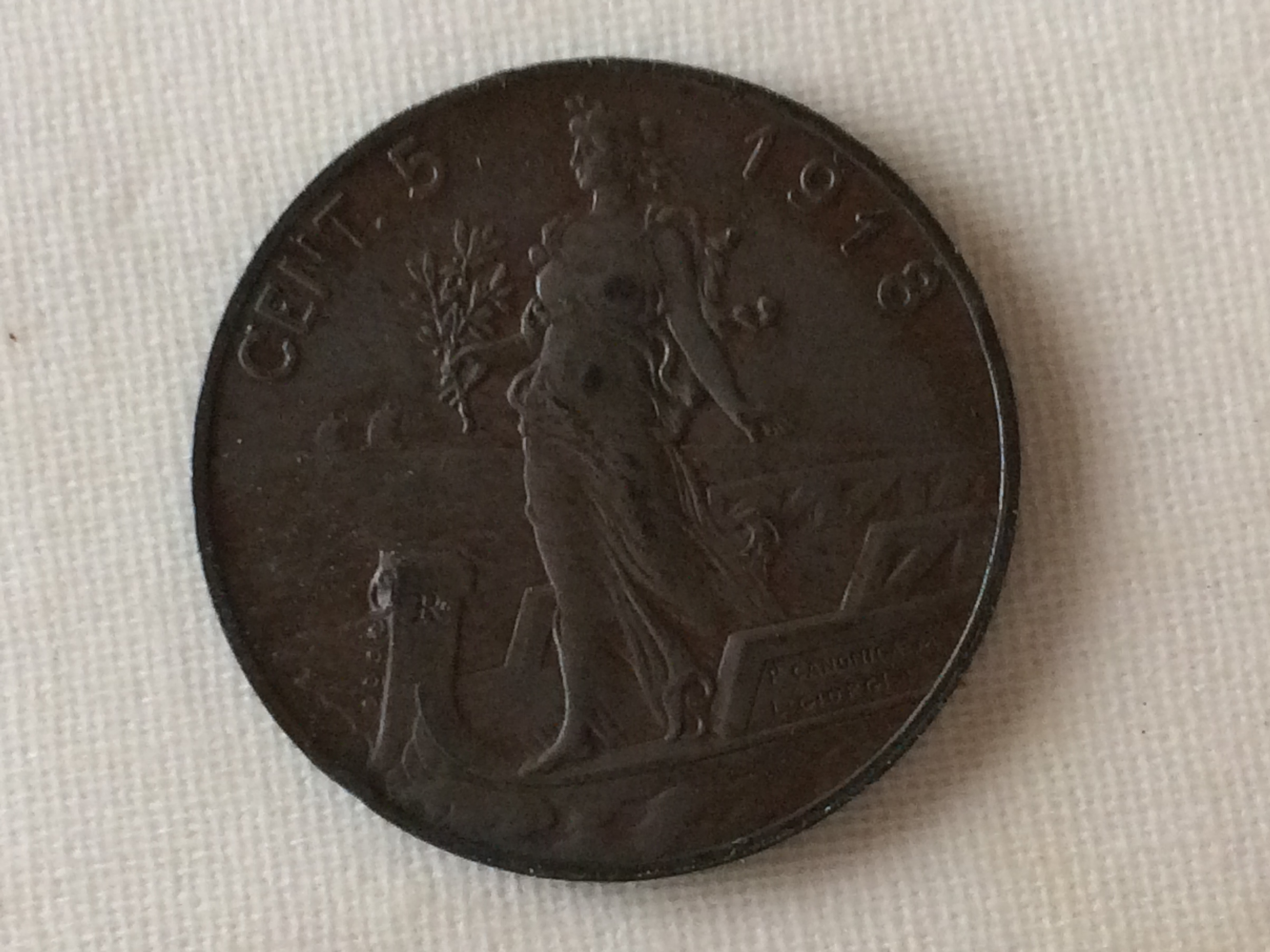

Negli anni 1908, 1909, 1912, 1913, 1915 e 1918 fu coniata dalla Zecca di Roma una nuova versione della moneta da 5 centesimi, pure in rame 950, con un peso di 5 grammi, un diametro di 25 mm e il contorno liscio; essa mostra:
sul drittoprofilo del re rivolto a sinistra e sul bordo la legenda VITTORIO EMANUELE III RE D'ITALIA;
sul versofigura allegorica femminile dell'Italia in piedi sulla prua di una nave, con un ramoscello d'ulivo nella destra; sul bordo in alto il valore CENT. 5 e l'anno; in incuso, il segno di zecca R; sulla prua della nave e sulla fiancata i nomi degli autori P. CANONICA M. e L. GIORGI I..

#### Spiga
Dal 1919 e fino al 1937 fu coniata, sempre dalla Zecca di Roma, una nuova versione della moneta da 5 centesimi, in rame 950, del peso di 3,25 grammi, un diametro di 19,5 mm e il contorno liscio; essa mostra:
sul drittoprofilo del re rivolto a sinistra e sul bordo la legenda VITTORIO EMANUELE III RE D'ITALIA, sotto il collo del re il nome dell'incisore A[ttilio Silvio] MOTTI;
sul versouna spiga di grano con una foglia a sinistra, ispirata ad una moneta lucana d'epoca ellenistica, con ai lati il valore C. 5; a destra, sotto la cifra, l'anno e, accanto al gambo, il segno di zecca R.
Di queste monete da 5 centesimi "spiga" ne esiste anche una versione coniata in ferro e nichel che non è mai entrata in circolazione.

#### Impero
Per commemorare la proclamazione dell'Impero, dal 1936 e fino al 1939 fu coniata, sempre dalla Zecca di Roma, una nuova versione della moneta da 5 centesimi, in rame, del peso di 3,25 grammi, un diametro di 19,5 mm e il contorno liscio; essa mostra:
sul drittonel campo un'aquila ad ali spiegate su un fascio littorio orizzontale; sul bordo in alto ITALIA e in basso il nome dell'autore G. ROMAGNOLI; in esergo lo stemma sabaudo coronato con ai lati il valore C. 5, l'anno dell'era fascista a destra e il millesimo e il segno di zecca R a sinistra;
sul versoprofilo del re rivolto a destra e sul bordo la legenda VITT.EM.III.RE.E.IMP..
Dal 1939 al 1943 la zecca di Roma coniò una versione in Bronzital della moneta, del peso di 2,95 g.